# داميان روزاليس
داميان روزاليس (بالإسبانية: Damian Rosales)‏ هو لاعب كرة قدم مكسيكي في مركز الدفاع، ولد في 11 نوفمبر 1991 في سان فيليبة ‏ في المكسيك. شارك مع منتخب الولايات المتحدة تحت 17 سنة لكرة القدم. أما مع النوادي، فقد لعب مع فينيكس راسينغ.

## وصلات خارجية
- داميان روزاليس على موقع قاعدة بيانات كرة القدم.إي يو (الإنجليزية)
- داميان روزاليس على موقع Soccerway.com (الإنجليزية)